# Tuborg Julebryg
Tuborg Julebryg er en lagerøl pilsner brygget af Carlsberg. Den sælges hvert år op til jul som en julebryg, og frigives på J-dag. I 2015 havde den en markedsandel blandt juleøl i Danmark på over 55%.

## Historie
Øllen blev første gang brygget i 1981 af Tuborg. Dette skete efter af bryggeriet i 1979 havde benyttet det karakteristiske blå snelandskab på et postkort, og året efter havde det prydet ølbilerne. Den visuelle identitet og sloganet "Glædelig jul og godt Tub'år" blev skabt af Peter Wibroe fra Wibroe, Duckert & Partners. 
Siden 1984 har bryggeriet brugt den samme reklamefilm for øllen.
14. november 1990 introducerede Tuborg begrebet J-dag, der skulle gøre noget særligt ud af frigivelsen af Tuborg Julebryg.